# Sas van Gent

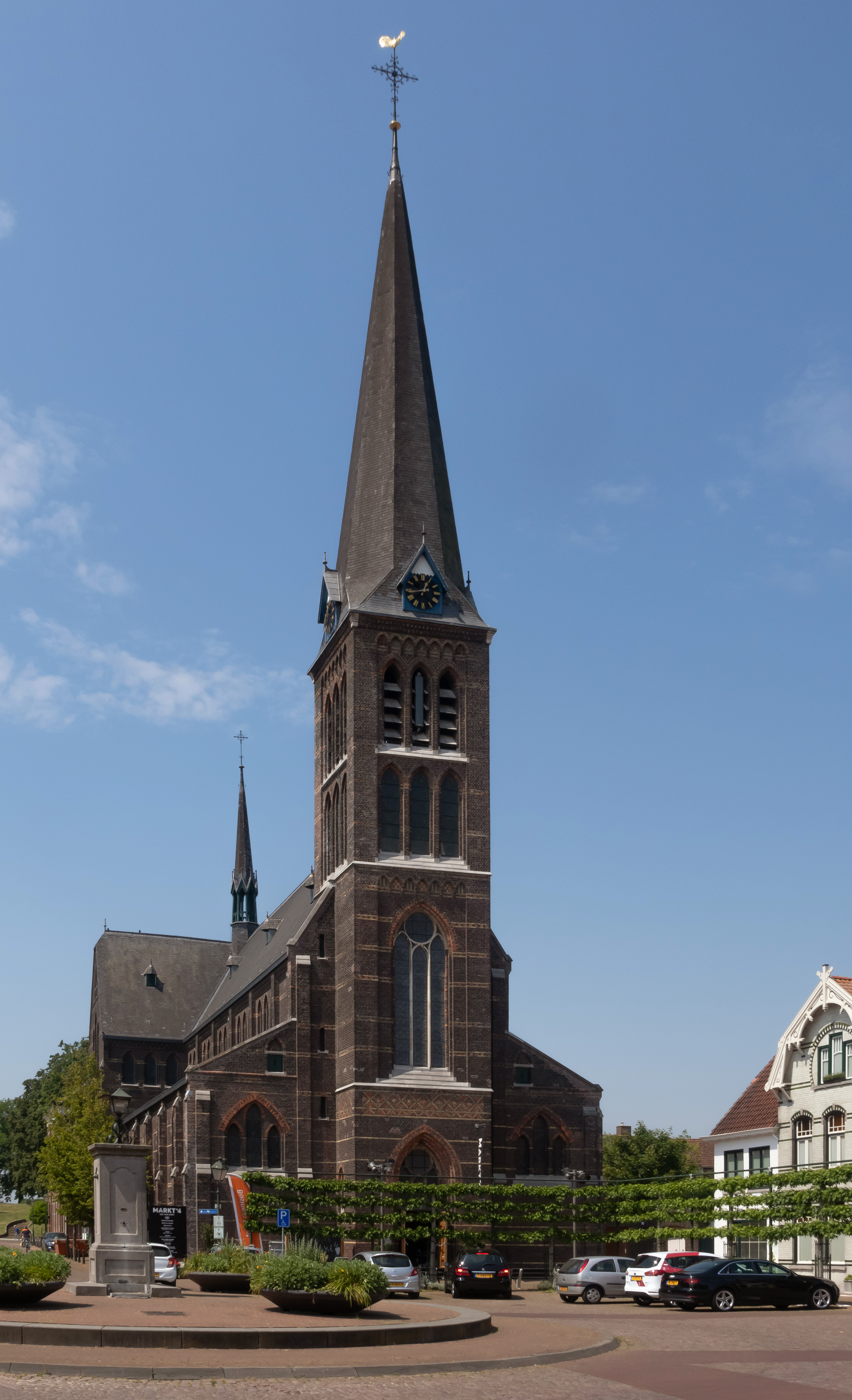
Sas van Gent, Kirche: die Maria Hemelvaartkerk

Sas van Gent ist eine Stadt in der Provinz Zeeland in den Niederlanden. Sie gehört seit 2003 zur Gemeinde Terneuzen und bildete vorher eine selbständige Gemeinde. Miteingemeindet wurden auch die Orte Philippine, Westdorpe und Zandstraat. Diese Orte liegen im Gegensatz zu einem großen Teil von Zeeland nicht auf Inseln, sondern auf dem Festland, dem Grenzgebiet zu Belgien, das man Seeländisch Flandern nennt.
Der Name des Ortes bedeutet Schleuse nach Gent, da der Ort am Kanal Gent–Terneuzen liegt, der auch schon früher der Zugang von Gent zum Meer war.

## Geschichte

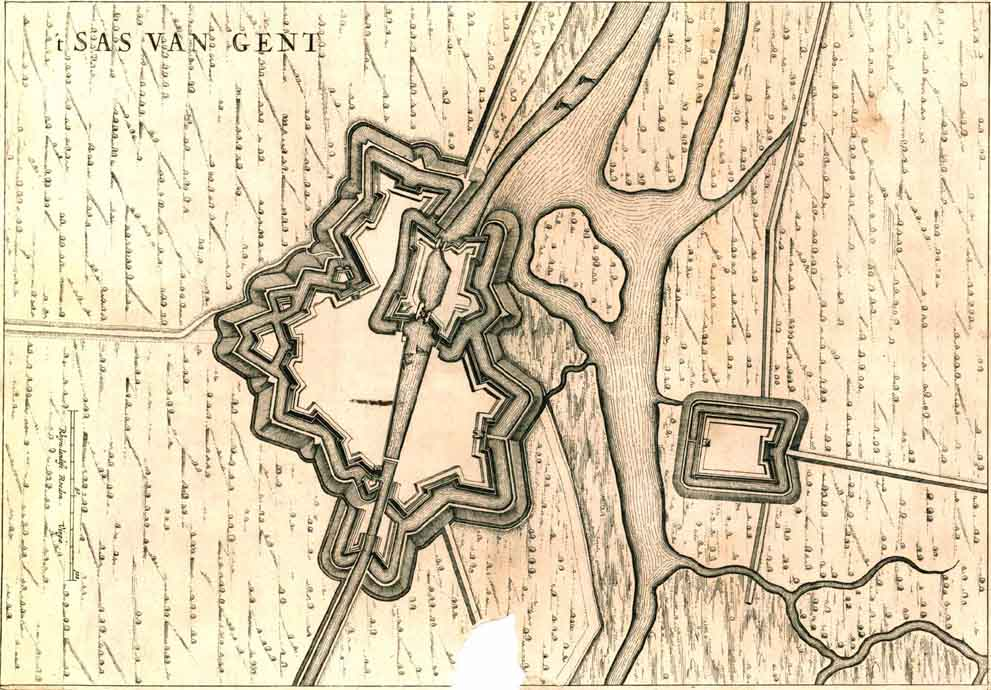
Sas van Gent auf der Karte von Blaeu von 1650

Ursprünglich wurde Gent durch einen Kanal bis Damme mit dem Meer verbunden. Am 26. Mai 1547 genehmigte Kaiser Karl V. den Bau eines Kanals. Dieser ging zunächst nur bis zum Deich, aber zwischen 1551 und 1563 wurde eine Schleuse eingebaut und die Schiffe konnten nun wieder direkt in die Nordsee fahren. Diese strategisch wichtige Position führte zum Bau einer Befestigung und alsbald zu einer kleinen Ansiedlung. Dies und die Nähe der belgischen Grenze führten dazu, dass Sas van Gent im Achtzigjährigen Krieg (1568–1648) immer wieder umkämpft war.
Am 21. Mai 1572 eroberten die Wassergeusen die Befestigung. Sie zerstörten die Schleusen und den Ort. Erst 1577 waren die Schäden repariert. 1579 trat Gent der Utrechter Union bei. Die Spanier besetzten daraufhin 1583 Sas van Gent und bauten die Befestigungen aus. Aber 1644 konnte Friedrich Heinrich (Oranien) die Stadt zurückerobern. Er setzte den General Thomas von Ferentz († 1647) als Statthalter ein.
Im Holländischen Krieg versuchten die Franzosen 1672 die Stadt zu erobern. Nachdem die Holländer aber die Deiche geöffnet hatten, mussten sie sich zurückziehen. 1747 wurde die Stadt erneut von den Franzosen beschossen, die im Österreichischen Erbfolgekrieg versuchten nach der Eroberung der österreichischen Niederlande Holland zu erobern. Im Frieden von Aachen (1748) wurde die Stadt zurückgegeben.
Am 5. Februar 1795 besetzte eine französische Armee die Südlichen Niederlande und auch wieder Sas van Gent. Die Franzosen blieben bis zur Niederlage Napoleons, als die Nördlichen und Südlichen Niederlande wieder vereinigt wurden.
1823 beschloss der niederländische König Wilhelm I., den bestehenden Kanal zum Gent-Terneuzen Kanal auszubauen.

## Persönlichkeiten
- Karl Frederick Bendorf (1726–1814), Künstler
- Henricus Johannes Melis (1845–1923), Maler und Kunstpädagoge
- Albert Charles Auguste Plasschaert (1874–1941), Kunstkritiker und Maler
- Raymonde Vergauwen (1928–2018), belgische Schwimmerin